# Silke Lave Glud
Silke Lave Glud (født 3. marts 1996 i Hvidovre, Danmark) er en kvindelig dansk ishockeyspiller, der spiller forsvar for Danmarks kvindeishockeylandshold og Rødovre Mighty Bullss kvinder i KvindeLigaen. Hun har været ishockeyspiller siden 2007.
GLud har i alt deltaget ved 7 slutrunder for Danmark i VM i ishockey for kvinder i både Division IA, Division II og Topdivisionen ved VM 2021 i Canada. Hun deltog desuden under Vinter-OL 2022 i Beijing, hvor det danske hold blev nummer 10.